# 조재호 (1702년)
조재호(趙載浩, 1702년 ~ 1762년)는 조선시대의 문신이자 외척으로, 효장세자의 비 현빈 조씨의 친오빠이며, 정조의 양 외삼촌이다. 당색은 소론으로 좌의정과 판중추부사를 지냈다. 본관은 풍양으로, 풍릉부원군 조문명의 아들이자 풍원부원군 조현명의 조카이며, 한국의 독립운동가 겸 정치인 조동호의 7대 방조이다. 자는 경대(景大), 호는 손재(損齋). 사도세자의 형수 효순왕후의 친정오빠였다. 
1739년(영조 15) 학식과 재간이 있고 기우(氣宇)가 뛰어나다 하여 우의정 송인명(宋寅明)의 추천을 받아 세자시강원에 등용되고 이후 서연에 참여했다. 이후 상호군을 거쳐 1744년 홍산현감(鴻山縣監)으로 재직 중 춘당대 문과에 병과(丙科) 1위로 급제하였다. 공신의 적장자라 하여 영의정 김재로의 추천을 받고 승지로 특진한 뒤 이조참의, 지돈녕부사, 이조판서, 우빈객 등을 역임했다. 외직으로는 강원도관찰사, 개성부 유수, 경상도관찰사 등을 역임했다.

## 생애
아버지는 의정부좌의정 풍릉부원군(豊陵府院君) 조문명(趙文命)이고 어머니는 안동김씨(安東金氏)로 교관 김창업(金昌業)의 딸이다. 또한 김창집, 김창협은 그의 외종조부가 된다. 영의정 풍원군 조현명(趙顯命)은 그의 삼촌이다. 효장세자빈 현빈 조씨(후일의 효순왕후로 추존)의 친정 오빠이다.
참봉(參奉)으로 재직 중 1729년(영조 5년) 식년시(式年試) 진사에 2등(二等) 19위로 합격하여 진사가 되었다. 그러나 그는 과거 시험을 탐탁하게 여기지 않아 시험을 보지 않았으나 후에 이 일로 의정부우의정 송인명의 눈에 들게 되었다.
1739년(영조 15) 학식과 재간이 있고 기우(氣宇)가 뛰어나다 하여 우의정 송인명(宋寅明)의 추천을 받아 세자시강원에 등용되고 이후 서연에 참여했다. 이후 상호군을 거쳐 1744년 홍산현감(鴻山縣監)으로 재직 중 춘당대 문과에 병과(丙科) 1위로 급제하였다. 공신의 적장자라 하여 영의정 김재로의 추천을 받고 승지로 특진한 뒤 그해 이조참의가 되었다. 1745년 다시 송인명의 추천을 받아 비국 부제조(備局副提調)가 되었다가 그해 5월 15일 충청도관찰사로 나갔다. 4개월만에 이조참판으로 승진했으나 그가 너무 빨리 승진한다며 삼촌 조현명이 간곡히 아뢰어 결국 충청도관찰사로 유임됐다.
1746년 대사성, 승지, 이조참의, 다시 승지를 거쳐 강원도관찰사, 개성부 유수로 나갔다. 1748년 동의금, 1749년 병조참판을 거쳐 한때 김약로로부터 재상 후보자의 한 사람로 복상 추천을 받기도 했다. 1750년 좌의정 김약로(金若魯)의 추천으로 이천보(李天輔)와 함께 정2품으로 승진했다. 그해 판윤이 되었으나 삼촌 조현명이 그의 빠른 승진을 두고 '신은 아경(亞卿)031) 으로 8년을 있다가 승품하였는데도 이수항(李壽沆)의 박정(駁正)하는 논계(論啓)가 있었으니, 대간의 풍기를 볼 수 있습니다. 조재호는 등과한 지 겨우 7년인데도 여기에 이르렀으니, 이는 바로 오기(吳起)의 병졸의 어머니가 '나는 죽을 곳을 알지 못하겠다'고 말한 경우와 같습니다.'며 만류했으나 왕이 듣지 않았다.
다시 판윤에 임명되고 형조판서, 홍문관제학을 역임했다. 그해에 다시 판윤에 임명되고 지경연, 약방제조를 역임하고 지돈녕부사가 됐다가 사직을 청했으나, 1개월만에 다시 판윤이 되었다. 그해 말 다시 형조판서가 됐다가 1751년 2월 2일 평안도관찰사로 부임했으나 2월 20일 동궁에게 체작을 청했으나 거절당했다. 그해 5월 동지성균관사로 돌아왔고 홍문관제학이 되었다가 곧 경상도관찰사로 부임했다. 1752년 대사헌, 병조판서, 우빈객, 이조판서가 되었다. 이때 조현명의 제문에 쓴 발언이 문제가 되었다. 그해 우빈객이 되고 다시 이조판서에 재임명된 뒤 다시 우빈객에 임명됐다. 1752년 효순현빈의 빈전의 아헌관(亞獻官)의 한 사람으로 참석했다. 1752년 소론 당내 완론 지도자 조태구, 이광좌를 비판하고 이들이 무신란에 책임이 있다며 이광좌의 사후 관직 추탈을 탄원하여 소론 당내 인사들의 미움을 받았다.
1753년 동춘추를 겸하다가 이조판서에서 체직되고, 곧 형조판서가 되었다. 그해 12웛 서종급(徐宗伋) 대신 홍문제학이 되었다가 곧 체직됐다. 바로 지춘추가 되고 1754년 특진하여 의정부우의정이 되자 여러번 사직을 청했으나 임금이 거절하였다. 그해 천의소감(闡義昭鑑)의 편찬을 주장하였다. 1756년에 우의정에서 면직됐다. 1758년 영돈녕부사에 임명되어 사직을 청했으나 세자가 허용하지 않고 도리어 다시 영돈녕부사로 서용했다. 
당색은 소론이나 당론이 해결된 다음에 관직에 오르겠다며 번번히 사직소를 제출하고 향리에 은거하였다. 1759년 돈령부영사로 재직 중에는 영조 임금의 새 왕비를 세우자는 건의가 올라오자 이를 반대하다가 충청남도 임천으로 유배되었다. 두달만에 판부사에 임명되고 풀려났으나 곧 향리에 은거했다. 그러나 홍봉한, 홍인한 등 처족과 정후겸, 홍계희, 김한구 가문 등 노론계 외척들의 감시를 받던 사도세자는 그에게 비밀리에 도움을 청했다가, 이를 빌미로 영조에 의해 위리안치되었다가 사형당했다.
1762년 장헌세자가 화를 입게 되자 그를 구하려고 서울로 올라왔으나 오히려 그의 발언을 문제삼아 역모로 몰렸다. 곧 함경북도 단천부에 안치되었다가 종성으로 유배됐다가, 곧 사사되었다. 또한 그와 관련된 남경용(南景容) 등도 함께 사형당했다.
1775년 그의 딸이 신문고를 두들겨 억울함을 상소하자 영조가 특별히 복권시켰다. 영조는 그의 딸이 신문고를 격고(擊鼓)한 것을 가상히 여겨 의자(衣資)와 식물(食物)을 하사하였다. 그러나 정조 즉위 후에도 죄적에 등재되어 있던 남경용 등은 1790년에 가서 복권되었다.

## 같이 보기
- 사도세자
- 조현명
- 조문명
- 효순왕후
- 조동호